# Infiniti G20
Der Infiniti G20 war die vom japanischen Automobilhersteller Nissan von 1990 bis 1996 und von 1998 bis 2002 in den USA angebotene US-Version der Mittelklasse-Limousine Nissan Primera. Angeboten wurde allerdings nur die viertürige Stufenhecklimousine.
Der Infiniti G20 war von 1990 bis 2002 das Einstiegsmodell von Infiniti in die Luxusklasse in den Vereinigten Staaten, mit einer zweijährigen Unterbrechung in den Modelljahren 1997 und 1998, in denen der Infiniti I30 das Einstiegsmodell war.

## Übersicht
Die erste Generation des G20 wurde im September 1990 als kleinstes Modell und Alternative zum größeren Q45 und M30 auf den Markt gebracht. In den Vereinigten Staaten gab es zwei Generationen des G20, den P10, der von 1990 bis 1996 gebaut wurde, sowie den P11, der von 1998 bis 2002 gebaut wurde. Beide Generationen wurden von einem 2,0-Liter-SR20DE-Vierzylindermotor angetrieben. Alle G20 hatten Frontantrieb und wurden in Oppama, Japan, hergestellt.

## Erste Generation (P10, 1990–1996)
Der G20 wurde den Infiniti-Händlern erstmals auf der New York International Auto Show 1989 vorgestellt (der Öffentlichkeit wurde er auf der Show 1990 präsentiert), und das erste Serienmodell wurde am 10. Juli 1990 montiert. Er basierte auf dem Nissan Primera (P10). Alle G20 wurde von einem SR20DE-Reihenvierzylinder angetrieben, der 142 PS (104 kW) leistete und ein maximales Drehmoment von 179 Nm abgab.
Der P10 wies die erste Anwendung von Nissans Mehrlenker-Vorderradaufhängung in einem Auto mit Frontantrieb auf und MacPherson-Federbeinen hinten. Er war serienmäßig mit einem 5-Gang-Schaltgetriebe ausgestattet. Die einzigen Optionen waren anfangs ein Automatikgetriebe, eine Lederausstattung und ein elektrisches Glasdach. 1994 wurde ein Touring-Modell (mit der Bezeichnung G20t) eingeführt, das eine schwarze Lederausstattung mit Sportschalensitzen vorne und umklappbaren Rücksitzen sowie ein Sperrdifferenzial im Getriebe und einen Spoiler auf der Heckklappe bot.
Ab Modelljahr 1992 waren Fahrer- und Beifahrerairbags und Alufelgen serienmäßig. Zum Modelljahr 1994 erhielt der G20 ein kleines Facelift, bei dem etwa der leicht geänderte Kühlergrill eine Chromumrandung erhielt.

Der letzte G20 der ersten Generation lief am 19. Juli 1996 vom Band. In sechs Jahren fanden 92.440 Exemplare Käufer in Nordamerika.

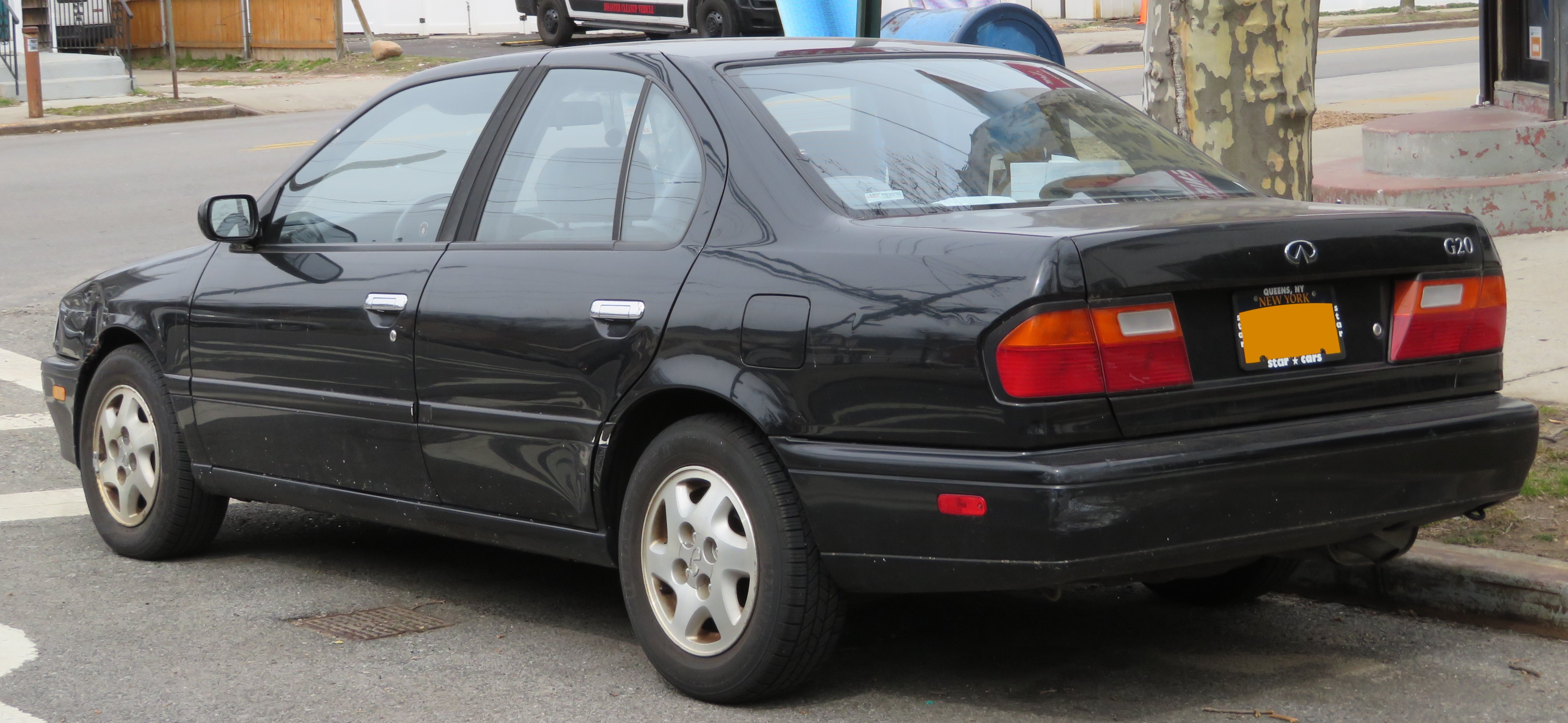
Heckansicht
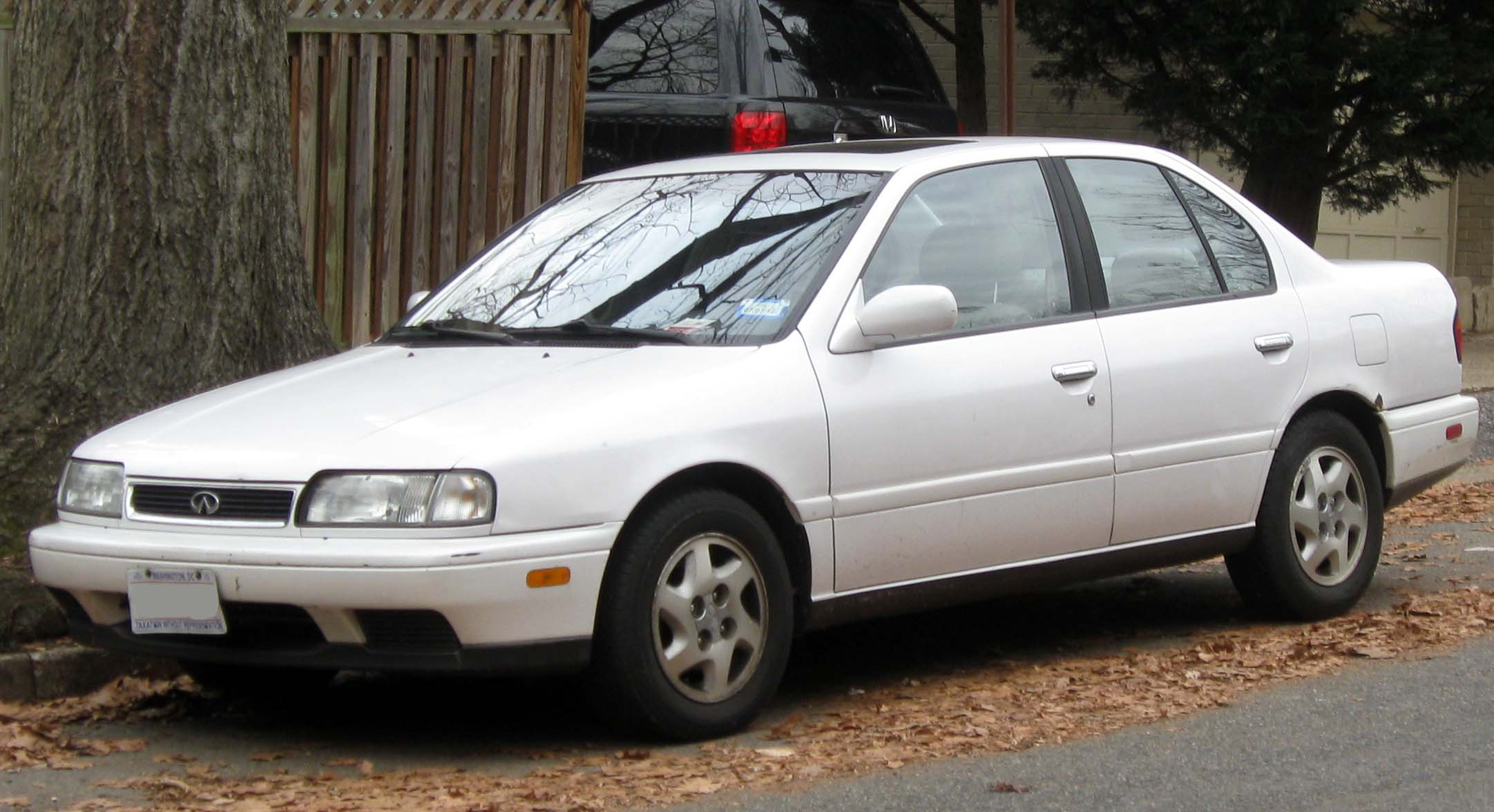
Facelift (1993–1996)

## Zweite Generation (P11; 1998–2002)
Nach zwei Jahren Unterbrechung wurde 1998 die zweite Generation des G20 eingeführt, die auf dem Nissan Primera (P11) basierte. Das erste Exemplar des G20 der zweiten Generation lief am 18. Mai 1998 in Oppama vom Band und kam im Juli 1998 als 1999er Modell in den Handel.

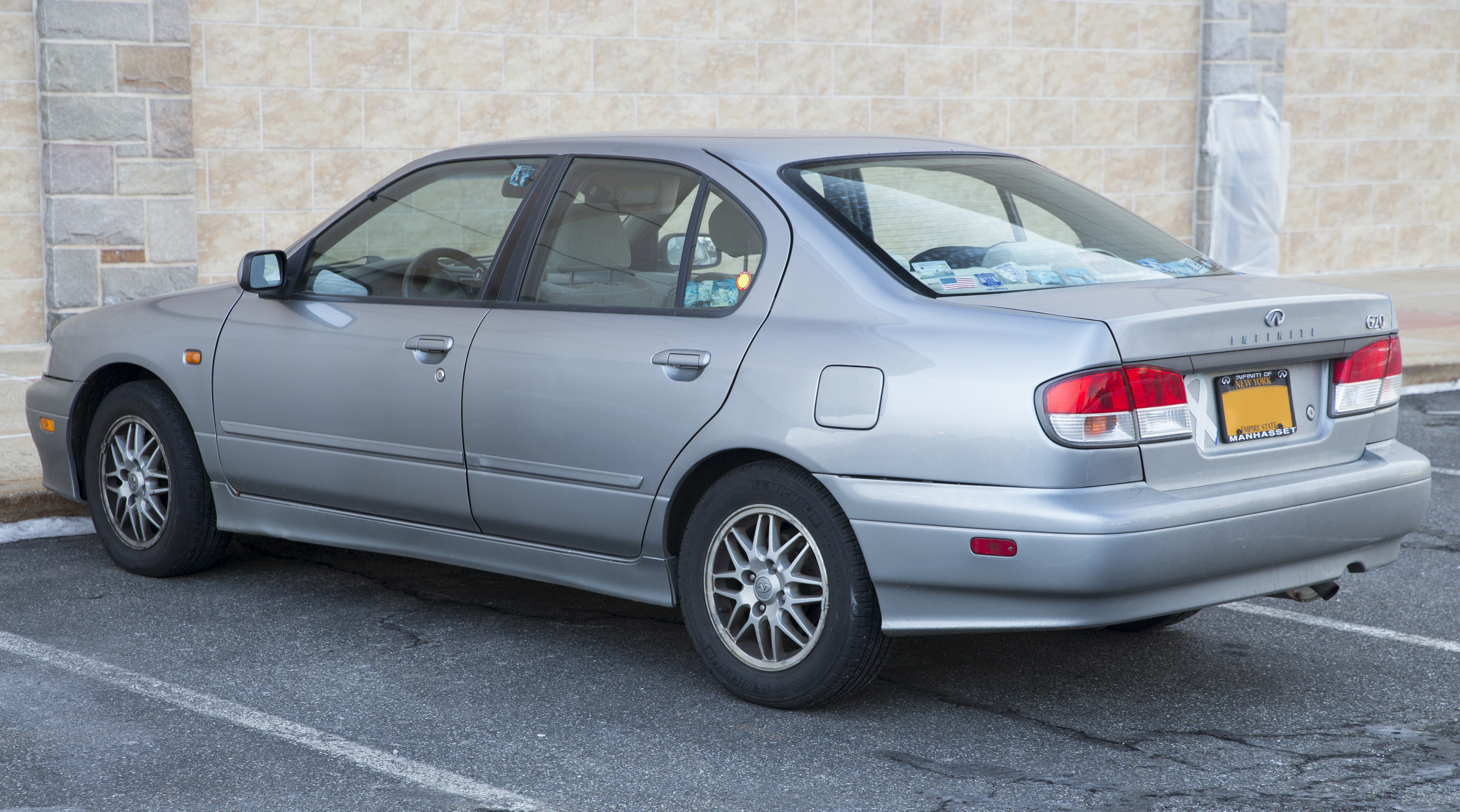
Heckansicht

Der G20 erfuhr mehrere Änderungen im Vergleich zum Vorgänger, darunter die Einführung der Mehrlenker-Hinterradaufhängung, die dem Nissan Maxima von 1995–1999 sehr ähnlich war. Er wuchs in der Länge um 69 mm und in der Höhe um 10 mm gegenüber dem P10, was zu einer um 36 mm größeren Beinfreiheit für die Fondpassagiere führte. Der Motor wurde aus dem Vorgänger übernommen.
Alle Modelle verfügten über eine höhere Serienausstattung als der P10, darunter eine Klimaautomatik bei allen Modellen außer den Luxury-Modellen mit Stoffsitzen, 15-Zoll-Leichtmetallfelgen im 16-Speichen-Design, ein Bose-Soundsystem mit Doppel-DIN-Radio/CD/Kassettenspieler, schlüssellose Zentralverriegelung, ein elektrisches Schiebedach bei allen Modellen außer den Luxury-Modellen mit Stoffsitzen und später auch Seitenairbags. Die Touring-Modelle verfügten weiterhin über ein Getriebe-Sperrdifferenzial, 12-Speichen-Leichtmetallräder, und die aufgewerteten Sportsitze waren nun auch in beigem Leder zusätzlich zu dem zuvor angebotenen schwarzen Leder erhältlich.
Ende 1999 gab es einige Änderungen für den P11, unter anderem wurde die Leistung des SR20DE-Motors auf 147 PS (108 kW) gesteigert. Weitere Ausstattungsänderungen umfassten eine Wegfahrsperre, abblendbare Seitenspiegel sowie eine Kofferraumentriegelung vom Schlüssel aus. Im Jahr 2001 wurde der G20t eingestellt und ein Sport-Modell eingeführt. Zusätzlich zum Sperrdifferential und dem Heckspoiler des G20t verfügte dieses Modell über zweifarbige Leder-Sportsitze, 16-Zoll-Räder und eine Reihe kleinerer kosmetischer Änderungen. Das Basismodell des G20 von 2002 erhielt serienmäßig die 12-Speichen-Leichtmetallfelgen des Touring.
Die zweite Generation des G20 wurde 1998 in der Werbung mit dem Slogan „Born in Japan. Educated in Europe. Now Available in America“ beworben.

Der letzte G20 der zweiten Generation von 2002 wurde am 11. Januar 2002 montiert. Er wurde durch die heckgetriebene Sportlimousine G35 des Modelljahres 2003 ersetzt.